# 海因茨·曼兴
海因茨·曼兴（德語：Heinz Manchen，1931年5月2日—1978年3月20日），德国男子赛艇运动员。他曾代表德国参加1952年夏季奥林匹克运动会赛艇比赛，获得男子双人单桨有舵手银牌。